# Carcharhinus borneensis
El tiburón de Borneo (Carcharhinus borneensis) es una especie de elasmobranquio carcarriniforme de la familia Carcharhinidae .

## Morfología
Los machos pueden alcanzar los 70 cm de longitud total.

## Distribución geográfica
Se encuentra en Borneo y China.